# Carglass
Carglass er et firma specialiseret i reparation og udskiftning af bilglas, med hovedkvarter i Albertslund. Carglass er landsdækkende og er en del af Belron-gruppen, specialitst i reparation og udskiftning af bilglas.

## Historie
Carglass kom ind på det danske marked i 2001. Dette skete ved at opkøbe Glaslinien som havde været på det danske marked i mange år. Glaslinien var et mobilt glasfirma som kørte ud til alle kunderne. Da Carglass kom ind på det danske marked, startede man med at åbne værksteder. Det første værksted var i Brøndby, og senere kom værkstederne til på Fyn og i Jylland. I 2008 købte Carglass Mobilglas, som også havde været på det danske marked i mere end 20 år. Mobilglas var ligesom Glaslinien et mobilt glasfirma som kørte ud til kunderne for at reparerer eller udskifte ruderne. Carglass har i dag værksteder i hele landet, men man kan også stadig booke dem til at komme ud på adressen.